# Ди Баттиста, Стефано
Стефано Ди Баттиста (итал. Stefano Di Battista) — итальянский джазовый саксофонист, вокалист, играющий на альт-саксофоне и сопрано-саксофоне.

## Биография
Стефано Ди Баттиста родился в Риме 14 февраля 1969 года в семье меломанов.
В тринадцать лет Стефано играл на саксофоне в бэнде, который состоял из детей и оркестров. Стефано полюбил музыку и пошёл учиться в консерваторию, он начал совершенствовать свою технику, кроме того, изучал классический репертуар, закончил консерваторию и получил диплом с отличием. Тогда Стефано Ди Баттисте был 21 год.
В 1992 году Стефано посетил джазовый фестиваль в Кальви и встретил французских музыкантов, которые попросили его сыграть в Париже. Стефано целых два года ездил из Парижа в Рим. Он начал собственную музыкальную карьеру в Париже. Он сотрудничал с такими звёздами, как: Даниель Хьюмэйр, Джимми Кобб, Уолтер Букер, Нэт Эддерли. Стефано Ди Баттиста рассказал о своём первом продвижении в стиле джаз:

Я постоянно ищу этот дух джаза, который находится в музыке Кэннонболла Эддерли (англ. Cannonball Adderley). Мне нравится идея свободного распространения музыки, несмотря на все сложности композиций. Джаз — это музыка, которая может объединить людей, на сцене я пытаюсь делиться с людьми хорошим настроением.
Первый сольный альбом музыканта, Volare, был записан в 1997 году на лейбле Label Bleu.
Альбом был очень успешным и его номинировали на премию Victories de la Musique, а Стефано был номинирован в номинации «Музыкант года» в Италии. В 1998 году Стефано подписал контракт с джазовым лейблом Blue Note, здесь же был записан второй сольный альбом, A Prima Vista, который получил большое признание в Америке.
Барабанщиком на этом альбоме был Элвин Джонс (игравший вместе с Джоном Колтрейном). Стефано продолжил записи дисков на лейбле. В 2000 году вышел одноимённый релиз музыканта под названием Stefano Di Battista.
В 2002 году итальянские музыканты Gabin пригласили Стефано Ди Баттиста на запись трёх песен для альбома Gabin. Стефано Ди Батиста сыграл саксофонные партии в композициях «Doo Uap, Doo Uap, Doo Uap», «Urban Night» и «La Maison (Di Battista’s Dream)».
Следующим альбомом стал Round About Roma (2003), вслед за которым, были изданы Parker’s Mood (2005) и Trouble Shootin’ (2007). В том же 2007 году принял участие в записи сорокового альбома Адриано Челентано — Dormi amore, la situazione non è buona. Последний альбом Стефано на данный момент, Women’s Land, был издан в 2011 году.
Выпустив несколько альбомов и обосновав джазовую арену, Ди Батиста чувствует бурную и лиричную энергию. Один из его релизов посвящён творчеству Чарли Паркера. Стефано Ди Батиста уверенно завоёвывает признание лучшего европейского артиста джазовой сцены.

## Дискография
- Live au Parc Floral Vol.3 (1996)
- Volare (1997)
- A Prima Vista (1998)
- Stefano Di Battista (2000)
- 'Round About Roma (2002)
- Parker’s Mood (2004)
- Trouble Shootin’ (2007)
- Woman’s Land (2011)